# Escut de Sant Julià del Llor i Bonmatí
L'escut oficial de Sant Julià del Llor i Bonmatí té el següent blasonament:
Escut caironat partit: 1r. de gules, un llorer d'or; 2n. d'argent, una mola de gules. Per timbre una corona mural de poble.

## Història
Va ser aprovat el 8 de gener de 1990 i publicat al DOGC el 29 del mateix mes amb el número 1248.
Aquest municipi es va formar el 1983 quan els dos pobles es van segregar del terme d'Amer. La primera partició de l'escut és el senyal parlant de Sant Julià del Llor, un llorer; la mola recorda el molí de farina de la família Bonmatí, que fou l'origen d'aquesta colònia tèxtil.